# Drašnice
Drašnice és un poble al municipi de Podgora al comtat de Split-Dalmàcia. Està situada a la badia d’Uvala Sveti Križ. La parròquia te dos pobles; un sota la muntanya i un altre al costat del mar, anomenat Kraj.
Les primeres mencions escrites daten del 1523 en un document turc. Però les làpides medievals anomenades stećak i les restes de sarcòfags de l'època romana demostren l'existència del poble molt abans del 1523.